# Macgregoromyia celestia
Macgregoromyia celestia är en tvåvingeart som beskrevs av Alexander 1932. Macgregoromyia celestia ingår i släktet Macgregoromyia och familjen storharkrankar. Inga underarter finns listade i Catalogue of Life.